# أرمينيا الويلسونية

الإسقاط الهجائي لأرمينيا الويلسونية

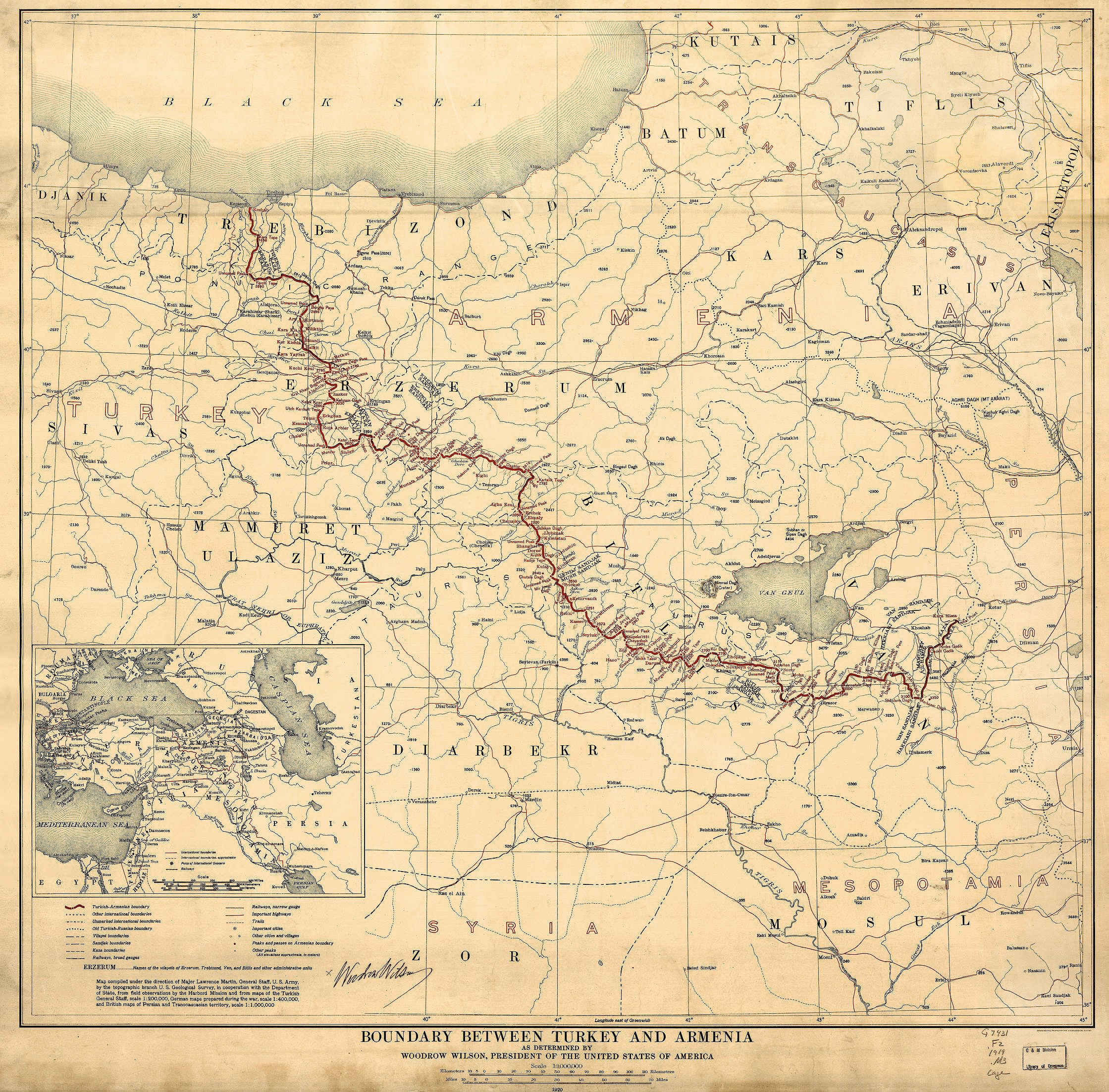
أرمينيا الويلسونية وفقًا لمعاهدة سيفر.

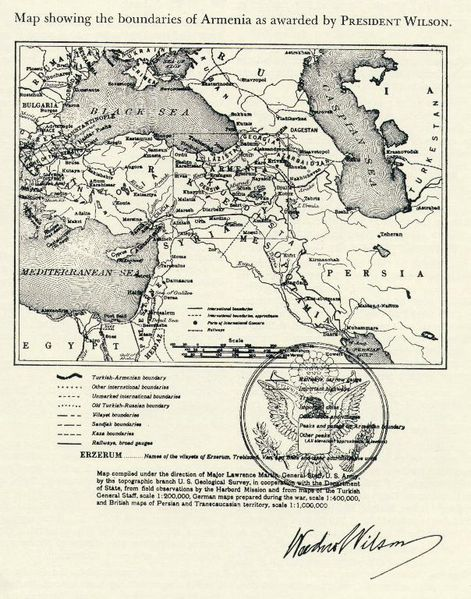
خريطة توضح حدود أرمينيا كما منحها الرئيس ويلسون

أرمينيا الويلسونية (بالأرمنية: Վիլսոնյան Հայաստան)‏ تشير إلى حدود جمهورية أرمينيا الأولى في معاهدة سيفر، كما رسمها الرئيس الأمريكي وودرو ويلسون ووزارة الخارجية الأمريكية. كانت معاهدة سيفر معاهدة سلام تمت صياغتها وتوقيعها بين دول الحلفاء الغربية وحكومة الدولة العثمانية المهزومة في أغسطس 1920. لم يتم التوقيع على المعاهدة من قبل الولايات المتحدة الأمريكية. تم التوقيع على المعاهدة من الدولة العثمانية ولكنها لم تصدق عليها.
تضمّنت الحدود المقترحة أدراج أجزاءٍ من ولايات عثمانية مثل أرضروم، وبدليس، و وان، التي كان أغلبها من السكان الأرمن من نسب مختلفة. امتدت هذه المنطقة إلى الشمال حتى الجانب الغربي من طرابزون لتزويد جمهورية أرمينيا الأولى بمنفذ إلى البحر الأسود في ميناء طرابزون. لقد تمت مناقشة دولة بنطس المقترحة في مؤتمر باريس للسلام عام 1919، لكن الحكومة اليونانية في إلفثيريوس فينيزيلوس كانت تخشى الموقف المحفوف بالمخاطر لمثل هذه الدولة، ولذلك تم تضمين جزءٍ منها بدلاً من ذلك في دولة أرمينيا الويلسونية المقترحة.
رفض مجلس الشيوخ الأمريكي انتداب أرمينيا عام 1920. لقد أدى اندلاع حرب الاستقلال التركية إلى عدم تصديق الدولة العثمانية على معاهدة سيفر. وفي وقت لاحق من ذلك العام، اندلعت الحرب التركية الأرمنية. هُزمت أرمينيا ووقعت معاهدة ألكسندروبول في 2 نوفمبر 1920 للتخلي عن سلامتها الإقليمية بموجب معاهدة سيفر. تم التفاوض على معاهدة قارص بين روسيا السوفيتية وتركيا بعد ضم جمهورية أرمينيا الديمقراطية من قبل الجيش السوفيتي في 2 ديسمبر 1920، وَوُقّعت بين الحكومة السوفيتية في أرمينيا في 23 أكتوبر 1921. لم يتم قبول هذه الأخيرة أبدًا، سواء من قبل الحكومة الأرمنية المخلوعة ولا حتى لاحقًا من قبل جمهورية أرمينيا. تفاوضت حكومة روسيا السوفيتية وتركيا في معاهدة موسكو (1921) بشكل منفصل على حدود مماثلة على ما تعتبره أراضيها الأرمنية.
تم الاتفاق على الحدود النهائية التركية والأرمنية دوليًا في معاهدة لوزان عام 1923 التي حلت محل معاهدة سيفر غير المصدق عليها وغير المنفذة عمومًا.

## المفاوضات
خلال مؤتمر لندن، شجع ديفيد لويد جورج والرئيس الأمريكي وودرو ويلسون على قبول انتداب للأناضول، وخاصة بدعم من الشتات الأرمني، للمقاطعات التي تطالب بها أرمينيا التركية المحتلة. أرسل ويلسون لجنة لجنة كينغ - كراين والجنرال جيمس هاربورد إلى المنطقة لدراسة الادعاءات التي قدمتها الحركة القومية الأرمنية، ولتحديد ما إذا كانت هذه الادعاءات متوافقة مع مبادئ ويلسون الأربعة عشر. كان المبدئ الثاني عشر:
«يجب ضمان سيادة آمنة للجزء التركي من الدولة العثمانية الحالية، ولكن ينبغي ضمان تمتع الجنسيات الأخرى التي تخضع الآن للحكم التركي بأمن لا شك فيه للحياة وفرصة مطلقة للتطور الذاتي، ويجب فتح الدردنيل بشكل دائم كممر حر للسفن والتجارة لجميع الدول بموجب ضمانات دولية».
 لاحظت لجنة كينغ - كراين أن الأرمن عانوا من تجربة مؤلمة، وأنهم لم يعد بإمكانهم الوثوق في الدولة العثمانية لاحترام حقوقهم، وأن الأرمن كانوا «شعبًا». لذلك أوصت اللجنة بأن يحترم المجتمع الدولي الاستقلال الأرمني الذي حصل بصعوبة خلال حملة القوقاز وأن يُؤمّنه الحلفاء. لذلك من أجل منع المشاكل المحتملة مثل الحروب بين الطوائف. لقد ذكر تقرير هاربورد أن «إغراء الانتقام من أخطاء الماضي» سيجعل من الصعب للغاية الحفاظ على السلام في المنطقة.

## الحجج الأرمنية
ادعى الاتحاد الثوري الأرمني، مستخدمًا موقفه من قادة الحركة القومية الأرمنية، أن هذه المنطقة لا ينبغي أن تكون جزءً من الدولة العثمانية على أساس تأكيده أن الأرمن لديهم القدرة على بناء أمة. كان للأرمن سيطرة فعلية على المنطقة المحيطة بمقاطعة وان التابعة للدولة العثمانية لما يقرب من 3 سنوات (1915–1918).
تطورت حجةٌ أخرى خلال هذه الفترة وهي أن السكان أصبحوا أكثر أرمنيّة، وبالتالي فإن الأرمن لم يكونوا أقلية بل هم متعددون؛ يجب اعتبار نقل الأرمن النازحين إلى هذه المنطقة كخيار. وفي عام 1917، انتقل حوالي 150 ألف أرمني إلى مقاطعات أرضروم وبيتليس وموش ووان. بدأ الأرمن بالفعل في بناء منازلهم وإنشاء مزارعهم. وفي عام 1917، صرح الحاكم الإقليمي آرام مانوكيان أنه يجب إنشاء دولة مستقلة جديدة في المنطقة، في ظل روسيا أو الدولة العثمانية. اقترح أرمين غارو (كاريكين باسترماجيان) ومتحدثون آخرون نقل الجنود الأرمن في أوروبا إلى جبهة القوقاز لحماية واستقرار المؤسسة الجديدة.

## العواقب
في أعقاب لجان كينغ - كراين، اتخذت الأحداث على الأرض مسارها الخاص. طلب الرئيس ويلسون من كونغرس الولايات المتحدة منح السلطة لتأسيس دولة لأرمينيا في 24 مايو 1920. رفض مجلس الشيوخ الأمريكي طلبه بتصويت 52 مقابل 23 في 1 يونيو 1920. وفي سبتمبر 1920، اندلعت الحرب التركية الأرمنية. هُزمت جمهورية أرمينيا الأولى في نوفمبر 1920 ووقعت معاهدة ألكسندروبول التي تخلت بموجبها عن معاهدة سيفر مع مطالبات إقليمية مختلفة لـ«أرمينيا الغربية». أطيح بحكومة أرمينيا فيما بعد. لقد وقّعت الحكومة الأرمنية الجديدة معاهدة قارص، التي أعادت التأكيد على التنازلات الأرمنية السابقة لتركيا وحددت حدود العصر الحديث بين البلدين.
وفي أواخر عام 1922، تفاوضت الأطراف الدولية المختلفة على معاهدة لوزان كبديل لمعاهدة سيفر. وبالنظر إلى المعاهدات الأرمنية التركية السابقة، ووجهات نظر الحكومة الأرمنية السوفيتية حينها، فقد تم إسقاط قضية المطالبات الأرمنية بـ«أرمينيا الغربية».
بعد الحرب العالمية الثانية، حاول الاتحاد السوفيتي إلغاء معاهدة قارص واستعادة الأراضي التي تم التنازل عنها لتركيا. كانت المزاعم السوفيتية مدعومة من قبل الكثير من الجالية الأرمينية المنتشرة دوليًا، وكذلك الاتحاد الثوري الأرمني. حاول القادة الأرمن حشد الدعم البريطاني والأمريكي لاستعادة شرق الأناضول من تركيا، لكن ونستون تشرشل اعترض على المطالبات الإقليمية السوفيتية والأرمنية. وبالمثل، دعمت وزارة الخارجية الأمريكية تركيا أيضًا، قائلة، مثلما فعلت منذ عام 1934، إن دعمها السابق لأرمينيا الويلسونية قد انتهى منذ ذلك الحين. أسقط الاتحاد السوفيتي مطالباته ضد تركيا بعد وفاة ستالين عام 1953.

## العصور الحديثة
اليوم، واستمرارًا للهدف الأولي، فإن إنشاء أرمينيا المستقلة والموحدة التي تتكون من جميع الأراضي المحددة باسم أرمينيا الويلسونية بموجب معاهدة سيفر هو هدف معلن للاتحاد الثوري الأرمني، بغض النظر عن إنهاء الدعم الرسمي للولايات المتحدة للفكرة عام 1934 وكذلك عن حقيقة أن هذه الأراضي صارت مأهولة الآن بشكل رئيسي من قبل الأكراد والأتراك. ذكر الاتحاد الثوري الأرمني وحزب الهنشاك الاشتراكي الديمقراطي والحزب الليبرالي الأرميني الديمقراطي في بيان مشترك بمناسبة الذكرى المئوية لمعاهدة سيفر أنها بحاجة إلى التنفيذ، وأنها هي المعاهدة الوحيدة التي وقعتها تركيا وجمهورية أرمينيا بإرادة حرة للجانب الأرميني. وفي 10 يوليو 2020، صرح رئيس أرمينيا أرمين سركيسيان أن «معاهدة سيفر تظل حتى اليوم وثيقة أساسية لحق الشعب الأرمني في التوصل إلى حل عادل للقضية الأرمنية» وأنها «اتفاقية قانونية بين الدول وما تزال سارية المفعول».
جادل مؤرخ الإبادة الجماعية للأرمن فهاكن دادريان بأن معاهدة سيفر مع كونها بدأت كمحاولة لتحسين وضع الأرمن، إلا أنها عملت بشكل أساسي على مضاعفة مصائب الأرمن. وقد كتب: «مهما بدا للأرمن شروطها التي قد طال انتظارها واستحقاقها، فإن وعدها بإعادة جزءٍ كبير من أرمينيا التاريخية للأرمن غذى آمال الأرمن الباهظة وتطلعاتهم الوحدوية». تزامنت نشأة معاهدة سيفر مع الهزيمة النهائية لمجلس وزراء دامات فريت في إسطنبول والذي كان قد بدأ مقاضاة مرتكبي الإبادة الجماعية. ومنذ تلك الفترة، تباطأت الإجراءات العسكرية واختفت تدريجيًا.

## روابط خارجية
- القضية الأرمنية والقانون الدولي.
- جائزة التحكيم من رئيس الولايات المتحدة الأمريكية وودرو ويلسون. التقرير الكامل للجنة التحكيم حول الحدود بين تركيا وأرمينيا. واشنطن، في 22 نوفمبر 1920. أعد بمقدمة من آرا بابيان. 2011